# Betanzos
Betanzos là một đô thị ở Galicia, Tây Ban Nha, ở tỉnh A Coruña. Betanzos trước đây được gọi bằng tên Latin cổ là Brigantium. 

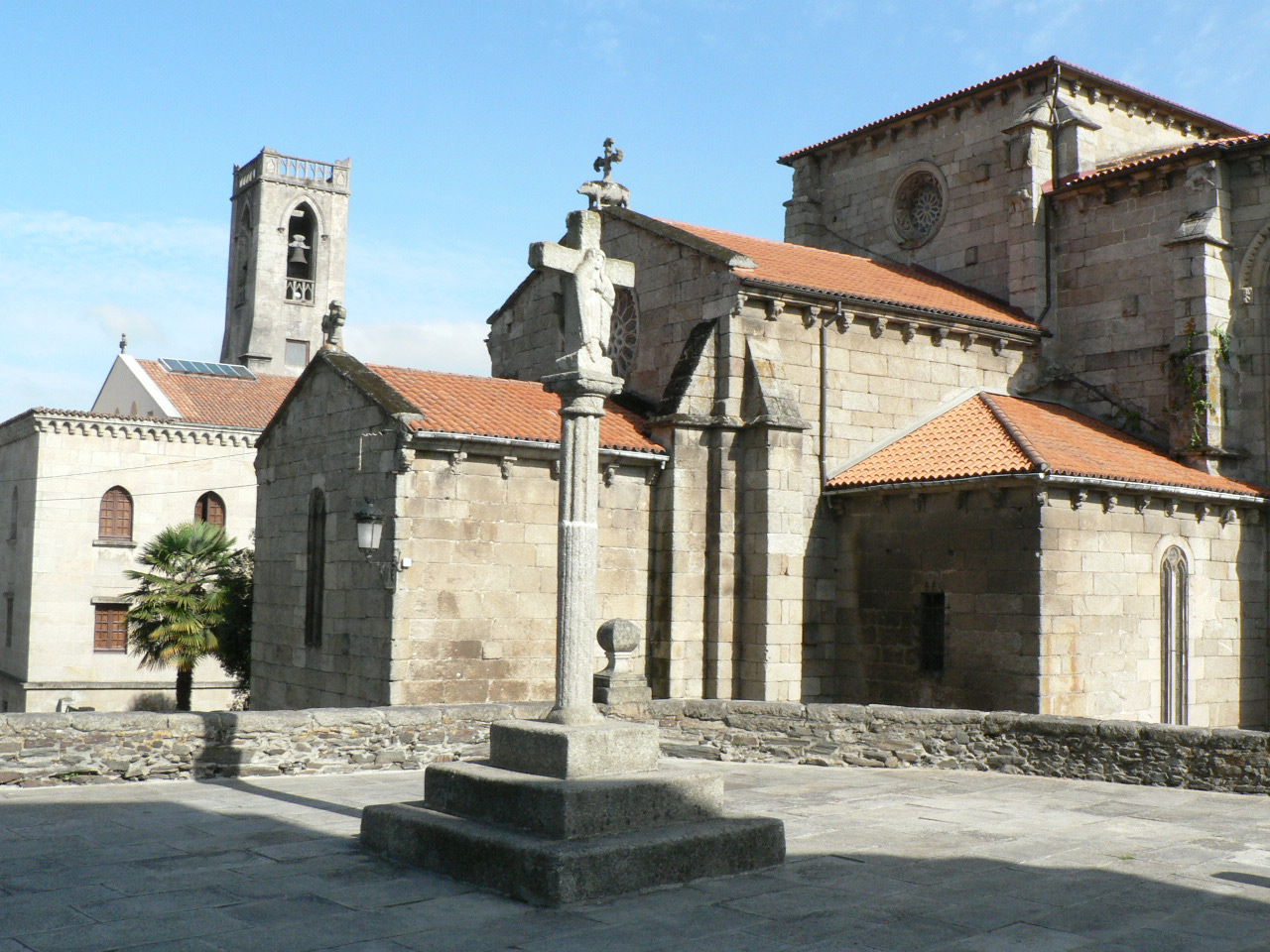
Igrexa de San Francisco (Nhà thờ Thánh Francis)

Thị xã này nằm trong một Thung lũng gần Đại Tây Dương và có một trong những khu phố cổ được gìn giữ tốt nhất ở Galicia. Trong đó đáng chú ý là Igrexa de San Francisco (Nhà thờ Thánh Francis) xây năm 1387 theo lệnh của bá tước Fernán Pérez de Andrade, người có mộ được trang trí cảnh săn bắn đặt bên trong nhà thờ. Nhà thờ Igrexa de Santiago (Nhà thờ Thánh Jacques), xây vào thế kỷ 15 và tháp đồng hồ thế kỷ 16.